# Шептунов, Сергей Александрович
Сергей Александрович Шептунов (род. 30 мая 1959, Шерловая Гора, Читинская область) — советский и российский учёный в области автоматизации, доктор технических наук, директор Института конструкторско-технологической информатики Российской академии наук (ИКТИ РАН). Специалист в области системного анализа, автоматизированных машиностроительных систем и конструкторско-технологической информатики. Основоположник школы междисциплинарного научного направления «Ассистирующая мехатронная медицина и роботохирургия».

## Биография
Уроженец поселка Шерловая Гора, Борзинского района Читинской области.
В 1981 году закончил Московский станкоинструментальный институт по специальности «Технология машиностроения» с присвоением квалификации — инженер-механик, где и продолжил трудовой путь. С 1981 по 1985 годы стажер — исследователь, аспирант, младший научный сотрудник Московского станкоинструментального института. С 1986 по 1989 годы работал старшим научным сотрудником научно-исследовательской части, а с 1989 по 1991 годы — заведующим научно-исследовательской лаборатории интегрированного машиностроительного автоматизированного производства.
В 1985 году присуждена ученая степень кандидата технических наук.
С октября 1991 года принят в Институт конструкторско-технологической информатики АН СССР (позднее — ИКТИ РАН) на должность заместителя директора по внешним связям, где с 1993 по 2008 годы работал в должности заместителя директора по экономике и общим вопросам.
В июне 2004 года, решением Высшей аттестационной комиссии присуждена ученая степень доктора технических наук.
С 2004 по 2007 годы — проректор по развитию интеграционной деятельности и проректором по организации научной деятельности МГТУ «Станкин».
С 2008 года — директор по науке в Ассоциации содействия развитию вузов России «Ассоциация Российских вузов».
С июня 2008 года — заместитель директора по научной работе ИКТИ РАН.
С июня 2012 года — директор ИКТИ РАН.
Женат, имеет сына.

## Научная работа
Является последователем научной школы конструкторско-технологической информатики Ю. М. Соломенцева. Занимался исследовательской работой по направлениям оптимизации технологической среды, в том числе с учётом функциональной интеграции этапов жизненного цикла изделия при использовании CALS-технологий. Внес вклад в исследование информационно-технологических систем для решения технико-экономических задач при модернизации или создании новых производств в машиностроении.
Инициатор и руководитель фундаментальных и прикладных исследований, проводимых в сотрудничестве с ведущими хирургами, результатом которых стало создание междисциплинарного научного направления — «Ассистирующая мехатронная медицина и роботохирургия». Руководитель работ, выполняемых в сотрудничестве с академиком РАН Дмитрием Пушкарем, по созданию первого российского абдоминального хирургического робота, а также роботических комплексов для прикладных задач здравоохранения.
Эксперт РАН. Является членом двух межведомственных координационных советов коллегии ВПК России.
Автор более 220 научных работ. Подготовил более 16 кандидатов наук. Является членом диссертационных советов МГТУ «Станкин» и БГТУ.